# Кононенко, Роман Витальевич
Рома́н Вита́льевич Кононе́нко (род. 13 апреля 1981, Симферополь) — украинский шоссейный и трековый велогонщик, представитель национальной сборной Украины на всём протяжении 2000-х годов. Серебряный и бронзовый призёр чемпионатов мира в командной гонке преследования, двукратный чемпион Европы среди андеров, победитель и призёр этапов Кубка мира, участник летних Олимпийских игр в Афинах. Заслуженный мастер спорта Украины. Ныне — тренер по велоспорту.

## Биография
Роман Кононенко родился 13 апреля 1981 года в городе Симферополе Крымской области Украинской ССР. Занимался велоспортом в симферопольской Детско-юношеской спортивной школе, проходил подготовку под руководством тренеров Владимира Черченко и Николая Скрыбы.
Первого серьёзного успеха на международном уровне добился в 2002 году, когда вошёл в состав украинской национальной сборной и побывал на молодёжном чемпионате Европы в Германии, где выиграл серебряную медаль в индивидуальной гонке преследования и совместно с Владимиром Дюдей, Виталием Попковым и Владимиром Загородним одержал победу в командной гонке преследования. Также в этом сезоне в командном преследовании получил серебряную награду на этапе Кубка мира в Москве.
В 2003 году на европейском первенстве среди андеров в России тем же составом вновь завоевал золото. Кроме того, добавил в послужной список бронзу, полученную на московском этапе мирового кубка.
Благодаря череде удачных выступлений удостоился права защищать честь страны на летних Олимпийских играх 2004 года в Афинах — в составе команды, куда помимо Дюди и Попкова вошёл Сергей Матвеев, занял в командной гонке преследования итоговое шестое место.
В 2005 году с Дюдей, Попковым и Загородним занял первое место на этапе Кубка мира в Москве, стал третьим на этапе в Лос-Анджелесе.
Принимал участие в трековом чемпионате мира 2006 года в Бордо, откуда привёз награду бронзового достоинства — в командном преследовании их с Владимиром Дюдей, Любомиром Полатайко и Максимом Полищуком обошли только гонщики из Австралии и Великобритании.
В дальнейшем выигрывал бронзовые медали на этапах Кубка мира в Сиднее и Мельбурне, получил серебряную медаль в командном преследовании на чемпионате мира 2007 года в Пальма-де-Мальорка (стартовал здесь только в квалификационном заезде, но не в финале). В составе донецкой команды ISD проехал несколько шоссейных многодневных гонок, в частности в 2008 году отметился победой на четвёртом этапе «Тура Тюрингии». В качестве резервного гонщика побывал на Олимпиаде в Пекине, хотя выступить ему здесь не довелось.
За выдающиеся спортивные достижения удостоен почётного звания «Заслуженный мастер спорта Украины».
Имеет высшее образование, окончил Национальный университет физического воспитания и спорта Украины.
После завершения спортивной карьеры занялся тренерской деятельностью, работает тренером в крымской Специализированной детско-юношеской спортивной школе олимпийского резерва по велоспорту № 1. Входит в тренерский состав сборной команды Республики Крым по велоспорту на треке.